# Museo del Siglo XIX (Colombia)
El Museo del siglo XIX de Bogotá (Colombia) fue un museo cuya sede estaba ubicada en el centro histórico de la ciudad, en La Candelaria, a un costado del Palacio de Nariño, sede del gobierno de Colombia.
Desde 1980, año de su fundación, hasta su cierre en 2011, gracias a la gestión del Fondo Cultural Cafetero de Bancafé, su principal mecenas, el Museo del siglo XIX reunió una colección de cerca de 2500 piezas que abarcaban no solo las artes (pintura, escultura, dibujo y grabado) desarrolladas en Colombia durante el siglo XIX, sino también elementos de carácter histórico y artes decorativas que documentaban el estilo de vida de la entonces incipiente población de Santa Fe.

## Historia del Edificio
El museo funcionaba en la casona de la Calle Giralda del Centro de Bogotá, ubicada en la Carrera 8 con Calle 7, originalmente era colonial, pero después de su ampliación y dotación hacia 1880 por orden de su dueño don José María Valenzuela, Santandereano pudiente, se catalogó como “arquitectura republicana” predominante en Colombia entre 1830 y 1930. A partir de la segunda década del presente siglo funcionaron en esta casa oficinas públicas, entre otras el Ministerio de Guerra; más adelante, hasta 1948, el Colegio de María Inmaculada, uno de los más célebres de Bogotá en la primera mitad del siglo más conocido como “Colegio de las Casas” por el apellido de sus directoras. Ocupada luego por otras instituciones educativas, fue adquirida en 1977 por el Fondo Cultural Cafetero, entidad que asumió su restauración con el patrocinio del Banco Cafetero junto con Almadelco y la declaró museo.

## Historia del Museo
Fue fundado el 14 de agosto de 1980 bajo el auspicio del Fondo Nacional Cafetero e instalado en la Calle Octava con Calle Séptima, donde a partir de su inauguración, estuvo a cargo de la historiadora Aída Martínez Carreño, con el apoyo del también historiador de la Universidad de Oxford, Efraín Sánchez; a cargo de estos dos profesionales se encomendó la misión de recopilar más de 2000 piezas en su gran mayoría del siglo XIX, época fundamental en la consolidación de la identidad nacional, constituida por el arte, objetos cotidianos, el vestuario, es decir, orientada a construir el contexto social del siglo XIX.
El Museo buscaba rescatar aspectos de la vida cotidiana, el paisajismo, las costumbres y la literatura de la época en Colombia mediante la exhibición de muebles, artículos decorativos, objetos artísticos, escritos y piezas ornamentales del siglo XIX. Estaba organizado por salas temáticas: vestuario, artes aplicadas, muebles y decoración, retrato, paisaje, miniatura, dibujo a lápiz y caricatura. La visita a la Botica de los Pobres era de gran interés pues constituía un valioso testimonio de la medicina tradicional de la época. Este museo también llegaba a prestar los servicios de exposiciones temporales, visitas guiadas, biblioteca, auditorio, edición y publicación de libros, restauración y avalúo de obras, café, parqueadero y restaurante.

## Exposición permanente
Reunió una colección de cerca de 2500 piezas artísticas (pintura, escultura, dibujo y grabado) históricas y decorativas desarrolladas en Colombia durante el siglo XIX que permitía al visitante la posibilidad de admirar salones del siglo XIX donde se encontraban recintos múltiples, lámparas, cortinas, alfombras que reproducen ambientes y escenarios de otro tiempo.
Salas de la exposición permanente:
- La Botica de los Pobres: Era una reconstrucción contemporánea de una farmacia del siglo XIX encontrada en la ciudad de Ocaña (Norte de Santander), ha sido rescatada en su estado original y posee la virtud de transmitirnos la atmósfera de un rincón tan sugerente como típico de nuestro siglo XIX. Su estantería e implementos de origen alemán, francés y holandés, así como la variada colección de recipientes, las fórmulas magistrales, forman un conjunto que delata el buen gusto prevaleciente en la vida cotidiana, la excelencia de los farmaceutas y la exigencia de los usuarios.
- Sala de Moda: Contaba una nutrida colección colombiana de trajes femeninos del siglo XIX e inicios del siglo XX.
- Salón Rojo y Verde: Esta sala contaba con muebles y obras de exponentes destacados que nos familiarizaba con el ayer.
- Sala de los Abanicos: Esta incluía una gran colección de abanicos, siendo un artículo que representaba un accesorio de moda femenino destacado de la época.
- Vidriera Francesa y Art Nouveau: El Art nouveau está presente en varias piezas de vidrio, de diferentes transparencias, opalescencias, visos, brillos y matices. Esta sala incluye una excepcional colección de jarrones con este arte, algunos de ellos firmados por reconocidos artistas del modernismo europeo como Emillé Gallé.
- Sala de Retratos: Incluía varias piezas de la iconografía bolivariana y santanderista. En un tiempo en el que era una manifestación predominante en la pintura colombiana del siglo XIX, andado el tiempo, los pintores se organizan en talleres y se trasmiten generacionalmente su virtuosismo, contaba de numerosos retratos del academicismo retratista de finales del siglo XIX e inicios del siglo XX, con nombres como José María Espinosa, Epifanio Garay, Ramón Torres Méndez y Ricardo Acevedo Bernal.
- Sala de la Tarjeta Postal:Esta sala disponía de un gran número de tarjetas postales muy usadas en la época, al no haber tantos medios de comunicación como hoy en día.
- Sala de Paisaje: Esta sala rendía homenaje al paisaje, motivo artístico del siglo XIX en Colombia y comienzos del siglo XX. Animó este proceso el paisajista español Luis de Llanos, vinculado a nuestra Escuela de Bellas Artes, a finales del siglo pasado. Presentaba una selección de obras de la Escuela de la Sabana y de otros paisajistas bogotanos de finales del siglo XIX e inicios del siglo XX. Están representados: Jesús María Zamora, Eugenio Peña y Ricardo Borrero Álvarez, entre otros.
- Sala de Miniaturas: Incluía piezas sobre marfil, madera y metal de pequeño formato realizadas por artistas como José María Espinosa, entre otros. Su origen en Colombia se remonta a la Expedición Botánica animada por el Sabio Mutis. Caracteriza este género el sentido del detalle y la exactitud en las reproducciones. Así se entiende la minuciosidad en la elaboración de medallones y camafeos. Comerciantes, abogados, políticos, militares, sacerdotes, damas de sociedad, fueron retratados en pequeñas placas de marfil que estaban en la exposición permanente.
- Sala de Dibujantes: Presentaba obras de dibujantes como Dionisio Cortés, Fídolo González Camargo y Roberto Páramo.
- Sala de Caricatura: Esta sala disponía una rica colección de caricaturas del maestro Ricardo Rendón.
- Exposiciones temporales: Algunas exposiciones temporales que tuvieron lugar en el museo fuero, Visiones de la Sabana de Bogotá, Mesa y cocina del siglo XIX; esta última contó con motivos del artista capitalino José Manuel Groot, los cuales pertenecieron a la Fábrica de Loza de la ciudad de esa centuria. O Cien Marías, inspirada en la novela María, de Jorge Isaacs, con cien ediciones distintas de la obra. Se destacan muestras individuales como la de Oswaldo Guayasamín, Enrique Grau y los grabados de Rembrandt, de la colección Pizano, entre otras.[3]

## Cierre del Museo
En 2011, La casona ubicada junto al Palacio de Nariño, fue vendida por el Fondo Cultural Cafetero (entidad sin ánimo de lucro) en 2545 millones de pesos, y ahora es el nuevo despacho del Ministerio de Interior y de Justicia. Según el Ministerio, la colección permanecería allí mientras se restauraba la casa Abadía Méndez proyecto que fue adjudicado hasta mayo de 2013 y aún está en ejecución, por lo pronto el museo está sin hogar, guardada en guacales y sin sede para exhibir la colección de un trozo de historia colombiana.